# 德克夏銀行
德克夏銀行（Dexia）為一家以比利時和法國為基地的大型銀行，又稱德克夏集團（Dexia Group），於1996年由比利時社區信託銀行（Crédit Communal de Belgique，成立於1860年）和法國地區信託銀行（Crédit Local de France，成立於1987年）合併而成立，成為法比兩地雙重上市的公司。於1999年比利時的一方完成對法國一方的收購正式成為單一家公司，總部在布魯塞爾。

## 2008年金融危機政府注資
2008年9月30日，比利時和法國政府宣佈向德克夏銀行注資64億歐元以免其倒閉，成为当时第一批接受国家救助的银行。德克夏銀行的現金流問題源於其對德國Depfa銀行和Hypo房貸公司的數十億貸款。

## 2011年比利时分支国有化
2011年10月10日，因大量持有希腊国债而陷入危机的德夏銀行同意其比利时分支国有化，同时取得政府担保。比利时政府出资40亿欧元收购德夏比利时分支。该分支是比利时最大零售银行业务机构，员工6000名，储蓄额共计800亿欧元，储户400万人。同时，德夏取得最多900亿的政府担保，以满足今后10年间的放贷需求。其中比利时、法国和卢森堡分别提供60.5%、36.5%和3%的担保。

## 自行增资事件
据报道，德克夏银行比利时分支曾向两家大股东放贷近15亿欧元。其中，比利时市镇控股贷得12亿欧元，分别于2006年2008年两次，共将其中近60%用于购入德克夏银行股份。Arco 集团曾贷得2.75亿欧元，几乎全数用于购入德克夏银行股份。这种做法事实上相当于德克夏银行向自己贷款，为自己增资。如此操作在多数地区系非法，但当时比利时法律并未明文禁止。 截至2010年底，市镇控股和Arco 集团分别是德克夏银行第二大和第三大股东，分别持股 14.14% 和  13.81%。